# Pistolet maszynowy UD42
UD42 (skrót od United Defense nazwy dystrybutora broni) – amerykański pistolet maszynowy z okresu II wojny światowej.

## Historia
Pistolet maszynowy UD42 został skonstruowany przez Carla Swebiliusa z firmy projektowej High Standard Manufacturing Company. Pierwsze testy pistoletu odbyły się w sierpniu 1940. Wdrożenie do produkcji nastąpiło w listopadzie 1941.
Siły Zbrojne Stanów Zjednoczonych nie wykazały zainteresowania konstrukcją, ponieważ broń była przystosowana do naboju kal. 9 × 19 mm Parabellum, który nie był dla niej typowy. Zainteresowanie zakupem broni wyraził rząd Holandii. Firma United Defence Supply Co. będąca właścicielem projektu zleciła produkcję 15 000 szt. zamówionych przez Holandię w firmie Marlin Firearms w North Haven. Zanim zlecenie zostało wykonane zakończyły się walki w Indiach Holenderskich (Holenderskie Indie Wschodnie) i Holendrzy nigdy zamówienia nie odebrali. Łącznie wyprodukowano 15 000 egzemplarzy broni.
Ostatecznie 14.200 szt. z wyprodukowanej partii sprzedano służbom wywiadowczym: amerykańskiej Office of Strategic Services (poprzednik CIA) oraz angielskiej Special Operations Executive, które przerzuciły je na teren okupowanej Europy z przeznaczeniem dla ruchu oporu. Broń ta doskonale się do tego nadawała z uwagi na dostępność amunicji. Amunicji 9 × 19 mm Parabellum używała większość europejskich armii, w tym hitlerowski Wehrmacht.
W literaturze bywa ona określana również jako pistolet maszynowy Marlin lub High Standard.

## Służba
Pistolet maszynowy UD42 okazał się bardzo udaną bronią, celną i odporną na trudne warunki. Wadą była jego wysoka cena wynikająca z „przedwojennych” standardów konstrukcji i produkcji.
Broń była dostarczana głównie na potrzeby ruchu oporu w okupowanej Europie, w tym także do polskich oddziałów partyzanckich. W pewną ich liczbę uzbrojone były amerykańskie oddziały specjalne.

## Konstrukcja
Pistolet działał na zasadzie odrzutu zamka swobodnego i był zasilany z pudełkowych magazynków o pojemności 25 naboi, dołączanych od dołu.
Broń miała lufę o 6 bruzdach prawoskrętnych, na której końcu osadzona była muszka. Lufę łączono na gwint i kołkowano z walcowaną komorą zamkową, a pod spodem mocowano chwyt pistoletowy wykonany z drewna. Broń posiadała mechanizm uderzeniowy typu kurkowego. Osobliwą cechą UD42 była konstrukcja magazynków pozwalająca łączyć je w pary, ze szczękami skierowanymi w przeciwne strony, co przyspieszało i ułatwiało wymianę opróżnionego magazynka.